# Arcade Trivia Quiz
Arcade Trivia Quiz is een computerspel dat werd ontwikkeld door TAG Computer Games en uitgebracht door Zeppelin Games Limited. Het educatief spel kwam in 1989 uit voor de Amstrad CPC en de ZX Spectrum. Later werd het spel ook geporteerd naar andere homecomputers. Het spel kan met een, twee of drie spelers gespeeld worden. Het perspectief van het spel wordt getoond in de derde persoon.

## Platforms
| Jaar | Platform                 |
| ---- | ------------------------ |
| 1989 | Amstrad CPC, ZX Spectrum |
| 1991 | Amiga, Atari ST          |
| 1993 | DOS                      |

## Ontvangst
| Beoordeeld door                | Platform | Datum          | Score |
| ------------------------------ | -------- | -------------- | ----- |
| Computer and Video Games (CVG) | Amiga    | oktober 1991   | 79%   |
| Amiga Joker                    | Amiga    | september 1991 | 32%   |